# Tilläggspension
Tilläggspension är en svensk pensionsform som utgör ett komplement till allmän pension:

## Obligatorisk tilläggspension
- Tilläggspension (allmän), en statlig tilläggspension som infördes 1959. Kallades tidigare allmän tilläggspension, ATP.

## Frivillig tilläggspension

### Kollektivavtalad tilläggspension i privat sektor
- Särskild tilläggspension, STP, en förmånsbestämd tilläggspension för privatanställda arbetare.
- SAF-LO, en premiebestämd tilläggspension för privatanställda arbetare.
- Industrins och handelns tilläggspension, ITP.
  - ITP1, en premiebestämd tilläggspension för privatanställda tjänstemän.
  - ITP2, en förmånsbestämd tilläggspension för privatanställda tjänstemän, med en kompletterande premiebestämd del.
- Bankernas tjänstepension, BTP, en tilläggspension för banktjänstemän.
- Försäkringsbranschens tjänstepension, FTP-planen, en tilläggspension för försäkringstjänstemän.

### Kollektivavtalad tilläggspension i offentlig sektor
- Pensionsavtal 2003, PA03. Gäller statligt anställda.
- Pensions- och försäkringsavtal, PFA. Gällde anställda i kommun och landsting
- Pensionsavtal - Kommunala Företagens Samorganisation, PA-KFS. Gällande anställda i kommunalt ägda företag.
- Kollektivavtalad Pension - Kommun och Landsting, KAP-KL. Gäller anställda i kommun och landsting.

### Privat tilläggspension
- Privat tilläggspension. Avtal mellan en enskild arbetsgivare och anställda.
- Icke-bindande anslutning till exempelvis ITP. Företag som väljer att erbjuda förmåner motsvarande ITP-planen till sina anställda, även då kollektivavtal saknas.